# Soběsuky (Plumlov)

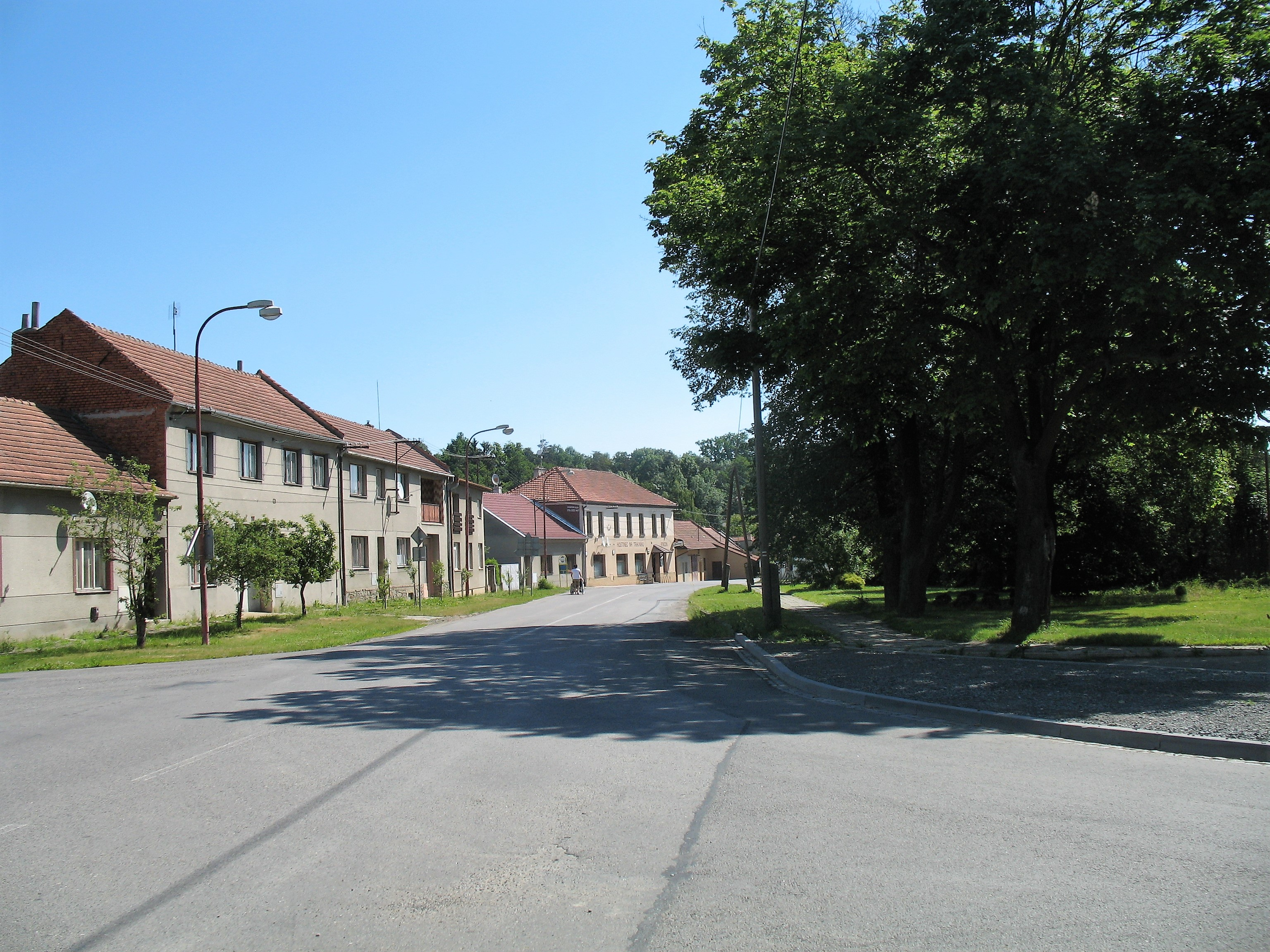
Dorfplatz

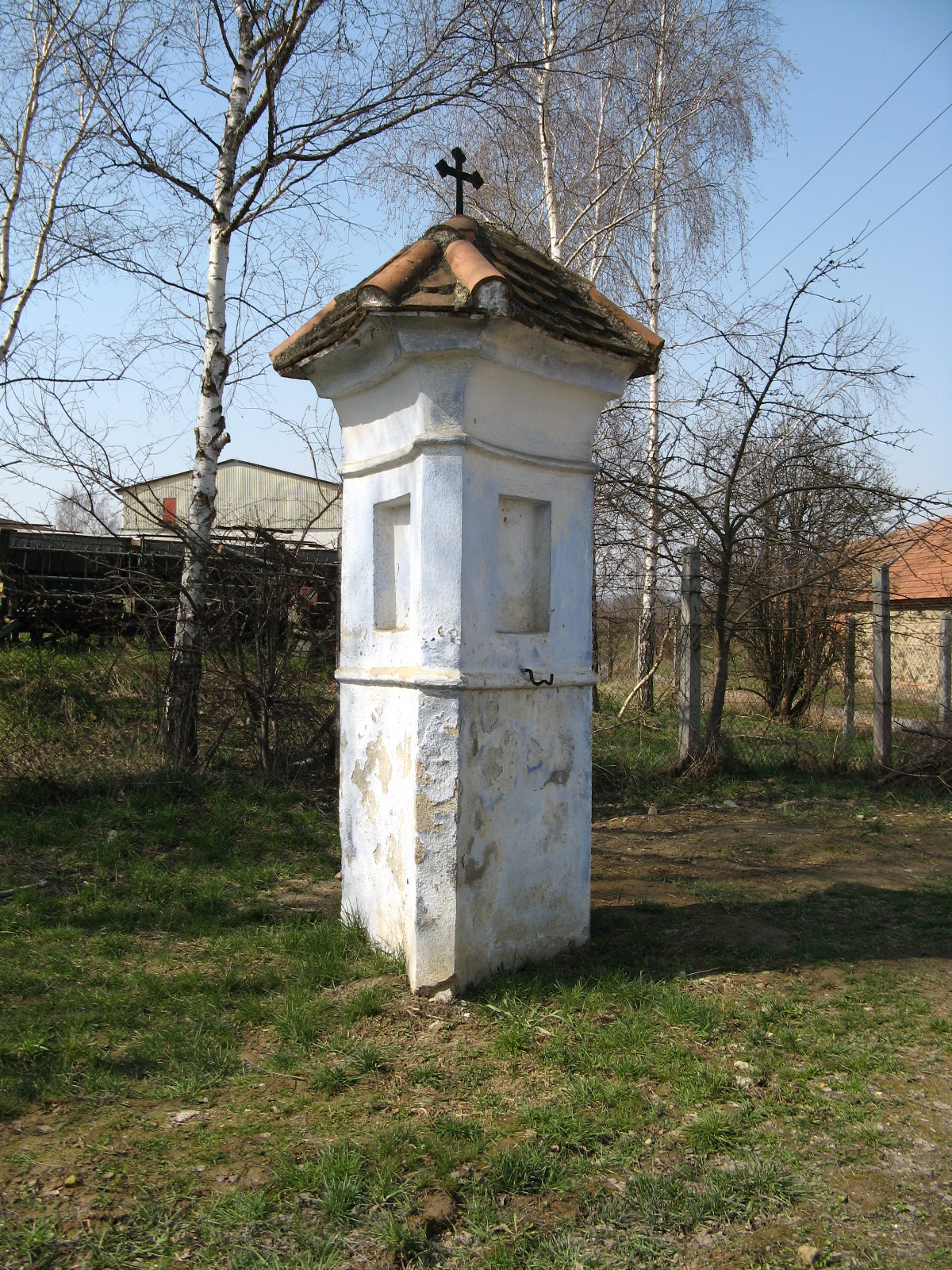
Marterl

Soběsuky (deutsch Sobiesuk) ist ein Ortsteil der Stadt Plumlov in Tschechien. Er liegt anderthalb Kilometer südwestlich des Stadtzentrums von Plumlov und gehört zum Okres Prostějov.

## Geographie
Das Breitangerdorf Soběsuky erstreckt sich in der Obermährischen Senke (Hornomoravský úval) am Unterlauf des Baches Osina, der östlich des Dorfes in die Hloučela mündet. Gegen Osten liegt der Teich Podhradský rybník. Durch den Ort führt die Staatsstraße II/377 zwischen Plumlov und Rájec-Jestřebí.
Nachbarorte sind Zdětín im Norden, Ohrozim und Plumlov im Nordosten, Domamyslice im Osten, Seloutky, Určice und Alojzov im Südosten, Krumsín und Osina im Süden, Březina und Drahany im Südwesten, Žárovice im Westen sowie Hamry, Vícov und Ptení im Nordwesten.

## Geschichte
Die erste schriftliche Erwähnung von Soběsuky erfolgte 1347. Im Jahre 1407 besaß Anna, die Frau des Bedřich von Olšany, den größten Teil des Dorfes. 1447 kaufte der Besitzer der Herrschaft Plumenau, Georg von Krawarn, die Zinsansprüche der Eheleute Wenzel und Anna Lyzna von Pocenicz in Soběsuky auf. Im Jahre 1459 verkaufte Anna von Bořutow, die Ehefrau des Czenek von Pocenicz, den von ihrer Mutter Anna von Olšany geerbten Besitz in Soběsuky an Georg von Krawarn. Damit wurde das Dorf Teil der Herrschaft Plumenau.
Nachdem mit dem Tode des Georg von Krawarn 1466 das Adelsgeschlecht von Krawarn im Mannesstamme erloschen war, bestimmte 1490 dessen Tochter, Johanna verheiratete von Kunstadt, ihren Schwiegersohn Vratislav von Pernstein zum Erben der Herrschaft Plumenau. Im Jahre 1600 verkauften die Erben des Johann von Pernstein die verschuldete Herrschaft Plumenau an Karl von Liechtenstein; sie wurde damit Teil des großen Majorates des Hauses Liechtenstein.
Im Jahre 1835 bestand das im Olmützer Kreis gelegene Dorf Sobiesuk bzw. Soběsuky aus 45 Häusern mit 333 mährischsprachigen Einwohnern. Haupterwerbsquelle bildete die Landwirtschaft. Pfarr- und Schulort war Krumsin. Am 20. April 1836 erbte Fürst Alois von und zu Liechtenstein die Herrschaft. Bis zur Mitte des 19. Jahrhunderts blieb Sobiesuk der Fideikommissherrschaft Plumenau untertänig.
Nach der Aufhebung der Patrimonialherrschaften bildete Soběsuky / Sobiesuk ab 1850 eine Gemeinde im Gerichtsbezirk Plumenau. Ab 1869 gehörte Soběsuky zum Bezirk Proßnitz; zu dieser Zeit hatte das Dorf 317 Einwohner und bestand aus 47 Häusern. Nach einer Reihe von Bränden wurde am 1. Dezember 1900 die Freiwillige Feuerwehr gegründet. Der Glockenturm auf dem Dorfanger wurde zum Spritzenhaus erweitert. Im Jahre 1900 lebten in Soběsuky 364 Personen; 1910 waren es 403. Nach dem Ersten Weltkrieg zerfiel der Vielvölkerstaat Österreich-Ungarn, das Dorf wurde 1918 Teil der neu gebildeten Tschechoslowakischen Republik. Beim Zensus von 1921 lebten in den 62 Häusern von Soběsuky 396 Tschechen. 1930 bestand Soběsuky aus 64 Häusern und hatte 348 Einwohner. Von 1939 bis 1945 gehörte Soběsuky / Sobiesuk zum Protektorat Böhmen und Mähren. Im Jahre 1950 hatte Soběsuky 315 Einwohner. Am 1. Juli 1980 erfolgte die Eingemeindung nach Plumlov. Beim Zensus von 2001 lebten in den 94 Häusern von Soběsuky 267 Personen.

## Ortsgliederung
Der Ortsteil Soběsuky bildet den Katastralbezirk Soběsuky u Plumlova.

## Sehenswürdigkeiten
- Marterl, an der Straße nach Krumsín
- Gusseisernes Flurkreuz, an der Straße von Vícov nach Plumlov
- Gedenkstein für die Gefallenen
- Spritzenhaus mit hölzernem Glockenturm auf dem Dorfanger, es wurde 1989 saniert.
- Naturdenkmal Kozí horka, im nördlichen Teil der Gemarkung auf der gleichnamigen Kuppe